# Elecciones en Guernsey

Bandera de Guernsey

Las Elecciones en Guernsey informan sobre los resultados electorales en Guernsey con información adicional de las elecciones de Sark y de Alderney.

## Guernsey
Guernsey elige una legislatura a nivel nacional. Los Estados de Guernsey (States of Guernsey) constan de 38 miembros y dos representantes de Alderney, con el bailío (o delegado), que actúa como Presidente. Además los funcionarios de la Corona son miembros de los Estados, pero no pueden votar y, por convención, sólo se dirigen a la asamblea respondiendo preguntas u ofreciendo asesoramiento jurídico sobre cuestiones objeto de debate. Guernsey es un estado en el que los partidos políticos no juegan un papel importante. 
Los isleños también votan por los funcionarios de su parroquia.
Los votantes, para ser inscritos en el padrón electoral de Guernsey, tienen que cumplir estos requisitos:
- 15 años o más (obteniendo el derecho a voto a los 16);
- Haber estado residiendo en Guernsey durante 5 años (con o sin interrupciones) o 2 años de forma continua;
- reside habitualmente en Guernsey;
- no están sujetos a un régimen legal de discapacidad.

### Elecciones a los Estados de Guernsey (Guernsey States of Deliberation)
Los Estados de Guernsey (States of Guernsey) constan de 38 miembros y dos representantes de Alderney, con el bailío (o delegado), que actúa como Presidente. Antes de 2016, el número de miembros elegidos era de 45+2.

Composición de los Estados de Deliberación

Los distritos electorales desde el año 2004 han sido:
- Distrito de Saint Peter Port Norte
- Distrito de Saint Peter Port Sur
- Distrito Occidental (Torteval, Forest, Saint Saviour, San Pierre-du-Bois)
- Distrito del Sudeste (Saint Martin y Saint Andrew)
- Distrito de Vale
- Distrito de Saint Sampson
- Distrito de Castel

### Divisiones administrativas - Parroquias
Cada parroquia de Guernsey es administrada por un Douzaine. Los Douzeniers son elegidos por un período de seis años, dos Douzeniers son elegidos por los habitantes en una Reunión parroquial, en noviembre de cada año. 
Dos condestables llevan a cabo las decisiones del Douzaine, sirviendo entre uno y tres años. El condestable con más tiempo en el cargo es conocido como Senior Constable y su ayudante como Junior Constable.
Cada Douzaine nominan entre uno y nueve de sus habitantes (dependiendo de la población de la parroquia) (34 en total) para representar a su parroquia en las elecciones de un nuevo Jurat.

## Alderney
Alderney elige a su propio parlamento, así como a dos representantes para la asamblea del bailiazgo. Los miembros ejercen el cargo durante cuatro años y en años alternos hay unas "Elecciones Ordinarias", en las que cinco de los miembros pueden ofrecerse a la reelección. El Presidente de los Estados de Alderney es elegido para un mandato de cuatro años.

## Sark
Sark elige a su propio parlamento.
Los votantes, para ser inscritos en el padrón electoral de Sark, tienen que cumplir estos requisitos:
- 17 años o más (obteniendo el derecho a voto a los 18);
- tienen su residencia habitual en Sark por lo menos durante 24 meses consecutivos;
- reside habitualmente en Sark;
- no estar sujetos a un régimen legal de discapacidad.